# دیوید کراون
دیوید کراون (انگلیسی: David Crown؛ زادهٔ ۱۶ فوریهٔ ۱۹۵۸) بازیکن فوتبال اهل بریتانیا است.
از باشگاه‌هایی که در آن بازی کرده‌است می‌توان به باشگاه فوتبال پورتسموث، باشگاه فوتبال کمبریج یونایتد، باشگاه فوتبال کونکورد رانجرز، باشگاه فوتبال ساوتند یونایتد، باشگاه فوتبال گیلینگام، باشگاه فوتبال ردینگ، باشگاه فوتبال اکستر سیتی، باشگاه فوتبال تاروک، باشگاه فوتبال داگنم و ردبریج، باشگاه فوتبال برنتفورد، باشگاه فوتبال آیلزبری یونایتد، باشگاه فوتبال بیلریکای، و باشگاه فوتبال گرایس اتلتیک اشاره کرد.